# 南京东路街道
南京东路街道，是中国上海市黄浦区下属的一个街道，面积2.41平方公里，户籍人口102003人（2014年5月），实有人口70527人（2014年5月）。
南京东路街道东到福建中路，与同属黄浦区的外滩街道相邻；南至延安东路-西藏南路-金陵中路-延安东路一线，与同属黄浦区的外滩街道、淮海中路街道、瑞金二路街道相邻；西至成都北路，毗邻静安区的石门二路街道、南京西路街道；北以苏州河为界与2015年被静安区合并的闸北区北站街道相望。街道办事处位于大沽路123号。
南京东路街道原为上海县城北郊田野，清道光二十八年（1848年），境地全部划入英租界范围。1953年建制为老闸区第四办事处。1956年老闸区并入黄浦区，改名黄浦区南京东路办事处。1960年，并入贵州路办事处，建立黄浦区南京东路街道办事处。1988年8月撤销南京东路、长沙路街道，建立南京东路街道。2007年3月由原人民广场街道、原南京东路街道及原金陵东路街道所辖的三个居委会合并设立南京东路街道办事处。
上海市政府大楼位于南京东路街道内。南京路步行街主要也位于南京东路街道内，使得本街道成为上海市中心主要商业区之一。上海市的坐标原点位于本辖区内的国际饭店。

## 行政区划
南京东路街道下辖云南中路居委会、龙泉园路居委会、贵州路居委会、新桥居委会、牛庄路居委会、厦门路居委会、福海居委会、承兴居委会、三德居委会、福瑞居委会、平望街居委会、小花园居委会、长江居委会、江阴居委会、均乐居委会、新昌居委会、振兴居委会、定兴居委会、顺天村居委会等19个居委会。

## 建筑，景点
- 人民广场（上海）
- 上海人民公园
- 南京东路步行街
- 国际饭店
- 上海大光明电影院
- 上海博物馆
- 上海大剧院
- 上海音乐厅
- 上海城市规划展示馆
- 上海当代艺术博物馆
- 上海工人文化宫
- 沐恩堂
- 上海书城

## 交通

### 轨道交通
- █ 1号线：新闸路 - 人民广场  █ 2号线  █ 8号线 - 一大会址·黄陂南路  █ 14号线
- █ 2号线：人民广场  █ 1号线  █ 8号线
- █ 8号线：人民广场  █ 1号线  █ 2号线 - 大世界  █ 14号线
- █ 14号线：一大传真·黄陂南路  █ 1号线 - 大世界  █ 8号线